# Get Back
Pour les articles homonymes, voir Get Back (homonymie).
Singles par The Beatles
Hey Jude/Revolution
(1968) The Ballad of John and Yoko/Old Brown Shoe
(1969)
Pistes de The Beatles 1967–1970
(Disque 2)
Ob-La-Di, Ob-La-Da Don't Let Me Down
Pistes de Past Masters (Disque 2)
Revolution Don't Let Me Down
Pistes de Let It Be… Naked
Dig a Pony
Pistes de Let It Be
For You Blue
Get Back est une chanson des Beatles écrite par Paul McCartney, mais créditée Lennon/McCartney (comme toutes les chansons du groupe composées par le duo, écrites en collaboration ou non).
Composée sur place dans les studio de Twickhenam lors du projet Get Back le 7 janvier 1969 au matin par Paul McCartney sur sa basse Höfner, elle a ensuite été enregistrée en plusieurs versions notamment jouée à trois reprises avec Billy Preston lors du concert du groupe sur le toit de leur immeuble londonien le 30 janvier.
Créditée à « The Beatles with Billy Preston », la chanson est initialement parue en single, avec Don't Let Me Down de John Lennon en face B, le 11 avril 1969 au Royaume-Uni et le 5 mai aux États-Unis, où elle atteint la première position des palmarès. Ce même enregistrement, avec des modifications dans l'introduction et la finale, apparaît sur l’album Let It Be le 8 mai 1970 au Royaume-Uni et dix jours plus tard outre-Atlantique.

## Genèse
Le documentaire de Peter Jackson, The Beatles: Get Back montre que le matin du 7 janvier 1969 dans les studios de Twickenham, Paul McCartney improvise en riffant sur sa basse Höfner, face à Ringo Starr et George Harrison, cherchant, en fredonnant, une idée de chanson, arrivant petit à petit à son thème musical avec des bribes de paroles. Harrison commence à l'accompagner à la guitare, Ringo Starr tape des mains, la mélodie prend forme, le compositeur lâche « Get Back ! Get Back ! Get Back to where you once belonged ! » le batteur répète « Get Back ! ». John Lennon, arrivé en retard, prend sa guitare et se joint à eux. Ainsi nait cette chanson.
Get Back se transforme au départ en exposé sur la situation des Pakistanais au Royaume-Uni, stigmatisés par le politicien conservateur Enoch Powell dans son célèbre discours du 20 avril 1968. Un manuscrit a été retrouvé portant cette première ébauche : « Meanwhile back at home, too many Pakistanis / Living in a council flat / Candidate MacMillan, tell us what your plan is / Won't you tell us where you're at? ». Le but était de se moquer des gens qui considéraient que les immigrés volaient le travail des Britanniques, et qu'ils devaient de ce fait rentrer chez eux, d'où le titre de la chanson (Get back : « retournez »). Pourtant, l'idée n'est finalement pas retenue, car le message pouvait paraître ambigu et donner lieu à des interprétations erronées.
Diverses tentatives par Lennon et McCartney pour trouver des paroles sur un rythme aussi difficile conduisirent à deux versions de la chanson, mais le couplet initialement prévu ne peut en fin de compte trouver place dans aucune d'elles, à la tristesse de Paul qui trouvait que « Pakistanis » sonnait bien. Finalement, seul le Get back to where you once belonged du texte initial est conservé pour la chanson finale.

## Enregistrement
La chanson est enregistrée au studio Apple les 23 et 27 janvier 1969, puis le lendemain, chantée par Paul McCartney avec Billy Preston au piano électrique, jouant même un solo, et John Lennon s'occupant, pour une rare fois, des solos de guitare,. La prise 11 du 27 janvier est utilisée pour la version du single (et plus tard pour l'album) mais le groupe oublie la coda et arrête prématurément de jouer. D'autres tentatives seront reprises le lendemain et une partie de la longue coda de la prise 19 sera utilisée pour le 45-tours. Le 3 avril, un mixage du single est tenté par Glyn Johns aux studios Olympic mais repris le lundi suivant, le 7, au même endroit et cette fois le résultat est satisfaisant. La chanson est aussi jouée et enregistrée à trois reprises le 30 janvier sur le toit du studio lors du « rooftop concert » en plus d'une première prise incomplète afin d'effectuer un test de son.
Pour l'album, c'est la même version studio du 27 janvier qui est choisie, cette fois remixée par Phil Spector. Par contre, il rajoute en intro, entre autres, une improvisation à la guitare jouée sur le toit avant la prestation de Dig a Pony et Lennon chantant en studio « Sweet Loretta Fart she thought she was a cleaner, but she was a frying pan...the picker...picks with his fingers ». Il conserve l'absence de la coda de la version d'origine, mais il y ajoute Paul McCartney, à la fin du concert sur le toit, remerciant Maureen Starkey (« Thanks Mo! ») qu'on entend crier sa satisfaction, suivi de John Lennon qui prononce la phrase « I'd like to say thank you on behalf of the group and ourselves, and I hope we passed the audition » (« Je voudrais vous remercier au nom du groupe et de nous tous, et j'espère que nous avons réussi l'audition »). Ce montage donne l'illusion d'une performance jouée live sur le toit bien que la chanson soit effectivement un enregistrement studio, tout de même effectué en groupe sans overdubs.

## Interprètes

### Les Beatles
- Paul McCartney : chant, guitare basse
- John Lennon : chœurs, guitare solo
- George Harrison : guitare rythmique
- Ringo Starr : batterie

Avec
- Billy Preston : piano électrique Fender Rhodes

## Structure musicale
La chanson est principalement basée sur trois accords : La, Sol et Ré. Elle comporte deux couplets ainsi qu'un refrain. John Lennon y joue les accents de guitare et un solo à deux reprises durant la chanson et Billy Preston, qui est habituellement organiste sur Hammond B-3, fait un solo de piano Fender Rhodes très dynamique au milieu de la chanson. Harrison y joue la guitare rythmique tandis que Ringo Starr effectue un rythme continue durant la chanson. Paul McCartney tient la guitare basse et le chant.

## Parution et réception
Couplé à Don't Let Me Down, l'enregistrement de Get Back du 27 janvier, produit par Glyn Johns et George Martin, est édité en 45 tours par Apple le 11 avril au Royaume-Uni et le 5 mai aux États-Unis. Ce single, crédité exceptionnellement à « The Beatles with Billy Preston », atteint la première place des charts britanniques le 26 avril et celle du classement américain le 24 mai, après avoir obtenu un disque d'or le 19. Énorme succès mondial, vendu à plus de quatre millions d'exemplaires seulement aux États-Unis, Get Back se classe aussi no 1 au Canada, en Australie et en Allemagne. Une version en format insolite PocketDisc (en) de ce single a aussi été mis en marché.
Get Back clôt aussi l'album Let It Be qui paraît le 8 mai 1970 en Angleterre et le 18 en Amérique pour accompagner la sortie du film. Cet album, atteint aussi la première place des palmarès anglais et américain. Il a d'abord été vendu sous forme de coffret contenant le disque 33 tours et un livre de photos montrant l'enregistrement de l'album et des discussions entre les Beatles. Le livre intitulé The Beatles Get Back, disponible en Angleterre, en Europe et au Canada, est aussi la première appellation du projet global d'après l'idée de Paul McCartney qui consiste à montrer les Beatles enregistrer des chansons sans overdubs. Ce livre inclut aussi les discussions à propos de la première version de Get Back au sujet des Pakistanais. Le livre n'est pas disponible aux États-Unis où l'album est simplement offert avec une pochette ouvrante. Cinquante-deux ans plus tard, une relecture plus étoffée de ce projet sera offerte par Apple.
La version stéréo du 45 tours figure aussi sur les compilations des meilleurs succès The Beatles 1967-1970 et, plus récemment, 1 sur lequel figurent les vingt-sept chansons qui ont atteint la première place des charts britanniques ou américains. Aujourd'hui, cette version, mixée en stéréo et en mono, trouve sa place dans la discographie officielle sur Past Masters et Mono Masters respectivement. On trouve encore le même enregistrement mais sans la coda en ouverture de l'album Let It Be… Naked sorti en 2003. Un extrait raccourci et modifié, toujours du même enregistrement, est aussi inclus dans l'album Love paru en 2006. La troisième prise live sur le toit de leur studio, au 3 Savile Row de Londres, vue dans le film Let It Be, où les amplis sont éteints sous l'ordre des policiers, est entendue sur la compilation Anthology 3. Les prises 8 et 19 (avec sa longue coda improvisée) sont entendues dans les disques bonus de l'édition Let It Be Super Deluxe en 2021. De plus, sur l'ébauche de l'album Get Back de Glyn Johns, inclus dans ce boîtier, un mixage un peu différent du même master de la chanson utilisée pour le single est entendu en ouverture tandis que cet album clôt avec Get Back (reprise), tirée d'une quarantaine de secondes de la coda de la prise 19, dont dix-huit secondes sont aussi entendues lors de l'arrêt sur image du générique final du documentaire d'origine mais absentes de la réédition de 2024.
Un film promotionnel a été produit afin d'accompagner la sortie du single en 1969 et une nouvelle version a été publiée en 2003 pour accompagner la sortie du disque Let It Be… Naked. Ces deux clips sont présents dans la compilation 1+.

## Reprises
Get Back a notamment été interprétée par Elvis Presley, Elton John, Ike and Tina Turner, Billy Preston, Laibach, John Pizzarelli, Status Quo, Al Green, etc. Une version de Rod Stewart se trouve sur la bande originale du film All This and World War II, sorti en 1976, qui ne possède que des reprises du groupe.
Elle a été pastichée par les Rutles sous le titre Get Up and Go. Les Starshooter en ont tiré Get Baque et Les Bidochons en ont fait une parodie intitulée Get claques.